# Eduard Ludendorff

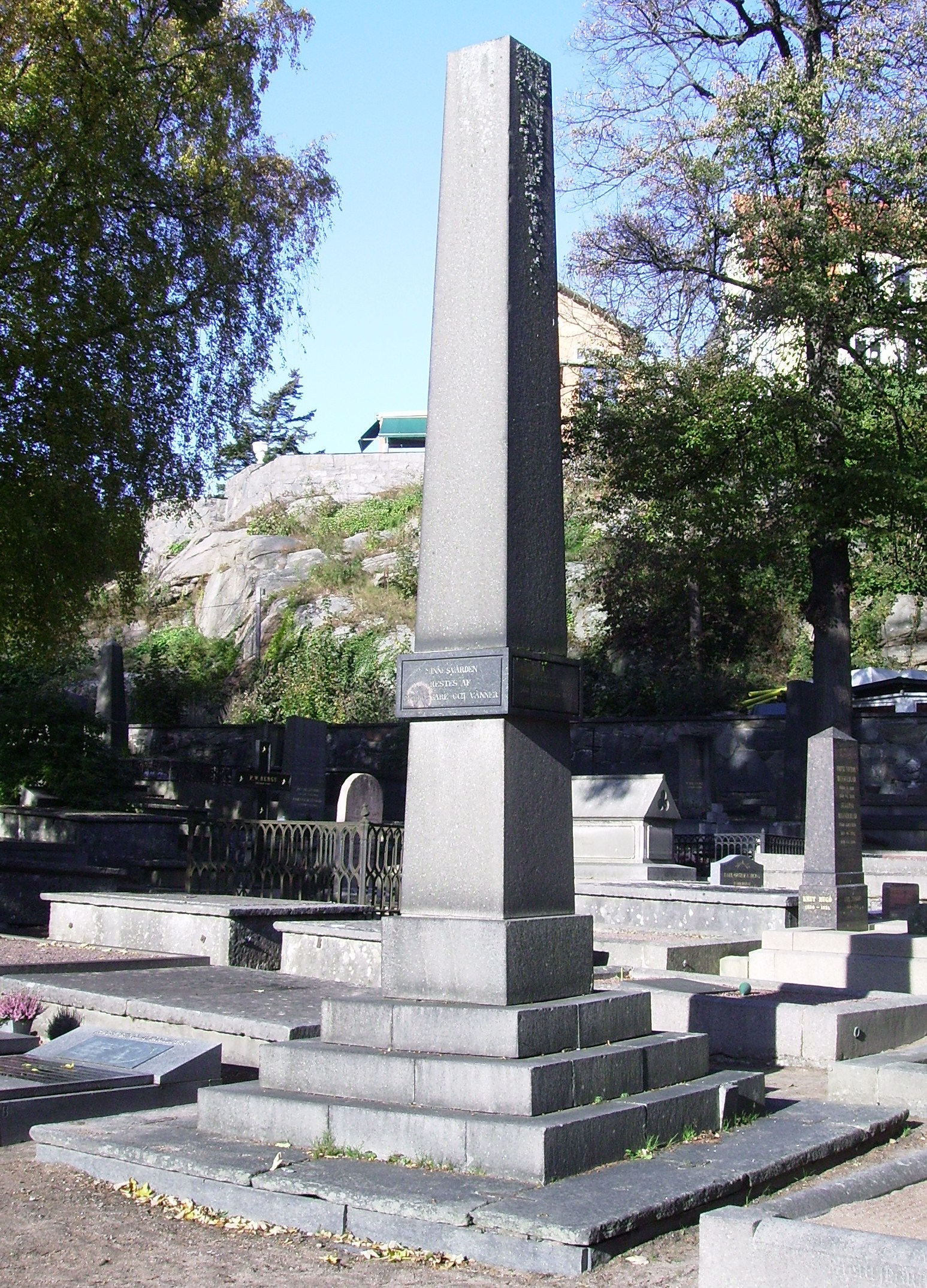
Eduard Ludendorffs gravvård på Örgryte gamla kyrkogård.

Eduard Ludendorff, född den 10 juli 1790 i Stettin, Preussen, Kejsardömet Tyskland, död 28 juni 1824 i Göteborg, var en svensk grosshandlare verksam i Göteborg, vilken grundade Sveriges första sparbank 1820.

## Biografi
Ludendorff kom från en stor köpmanssläkt och efter att ha genomgått Handelsakademien i Berlin 1803–1804, fick han anställning på J.G. Ludendorffs handelskontor i Stettin 1805-1808. Han kom i slutet av 1808 till Göteborg i samband med kontinentalblockaden. Där fick han den 1 januari 1809 anställning som bokhållare hos konsul Olof Beckman. Från början av 1811 och till mitten av 1812 innehade han samma befattning hos Anders Björnberg. 
I juli 1812 blev han delägare i grosshandlarfirman Ungewitter, Ludendorff & Co och invaldes i Handelssocieteten på rekommendationer av bland andra grosshandlare Fr. Willerding och kommerserådet J.F. Hohmeyer. Grosshandeln omfattade bland annat maltförsäljning från egen tillverkning vid Magasinsgatan, tysk råg, norsk sill, tran samt kaffe och tobak. Firman ägde Sörhallen i Lundby socken och anlade en spikfabrik i Mölndal.
Ludendorff köpte 1819 fastigheten i 2:dra roten nummer 36–37, Västra Hamngatan 15. Han ägde dessutom Kollereds bruk, nära Uddevalla och andelar i ett av de första ångfartygen i Sverige. Den 28 oktober 1820 grundade han Göteborgs sparbank - Sveriges första sparbank. Orsaken var att staden hade genomlidit svåra tider och banken förmodades minska fattigdomen på sikt. Dess första lokal var belägen i Ludendorffs fastighet vid Västra Hamngatan.
Han avled i vattusot på sommaren 1824 vid 34 års ålder och begravdes den 2 juli på Örgryte gamla kyrkogård. Han var gift med Amalia Hohmeyer, som då hon blivit änka återvandrade till Tyskland.